# Laurent Hô
Laurent Hô (* 1968) ist ein französischer Hardcore-Techno-Musiker und DJ. Er tritt ebenfalls unter Pseudonymen wie Audiodrama, Carla Elves, Ho.exe und Ingler auf.

## Leben
Laurent Hô studierte an der École nationale supérieure de création industrielle (ENSCI). Bei einem Besuch des Pariser Rex Club entdeckte er Techno als neue Musikrichtung für sich. Ab 1991 trat Hô beim Radiosender Radio FG als Techno- und Trance-DJ auf. In den frühen 1990er Jahren begann er dann auch mit der Produktion eigener Musikstücke. Ab 1994 wendete er sich verstärkt dem Hardcore Techno zu und gründete mit Epiteth Rec. das erste französische Hardcore-Label. Es folgten zahlreiche Produktionen als Ingler, mit denen er zu einem typischen Vertreter des sogenannten Frenchcore wurde.
Größere Bekanntheit erreichte in Deutschland mit seinem Auftritt bei der Mayday „The Raving Society“ im Jahr 1994. Auf der dazugehörigen Compilation steuerte er mit Ingler Two auch einen Track bei.
Sein Debütalbum Syntetic erschien 1998 auf dem Label Uncivilized World (UW), das er 1997 als Plattform für seine eigenen Veröffentlichungen gegründet hatte. Ab dem Jahr 1999 veröffentlichte er unter dem Pseudonym Audiodrama. Im Jahr 2000 gründete Hô zwei weitere Label: ANLX und gemeinsam mit DJ Kraft UWe (Uncivilized World Entertainment). Aus der Label-Arbeit zog er sich nach Differenzen mit seinen Partnern 2004 zurück. Nach mehreren Jahren ohne eigene Veröffentlichungen erschien 2008 mit Back-to-the-roots ein neues Album von Hô.
Neben seiner Musik ist Hô auch als Designer tätig. So gestaltete er unter anderem die Cover, Logos und die Website für sein Label UWe.

## Diskographie

### Alben
- 1998: Laurent Hô – Syntetic (Uncivilized World)
- 1999: Laurent Hô – Sablier Minuteur Musical (Pa Design)
- 2005: Laurent Hô – Sablier Musical Vol 3 (Pa Design)
- 2001: Ingler / Laurent Hô – _metaENDS - Syntetic (UWe)
- 2003: Carla Elves – Soundtracks - Laurent Ho's Tronica Project (UWe)
- 2008: Laurent Hô – Back-to-the-roots (HHD)
- 2014: Ingler – Alive In 2014 (Eigenvertrieb)
- 2020: Laurent Hô – Cinesthétique (Uncivilized World)

### Singles und EPs
- 1994: Ingler – Warning: Only 220V For My Computer (Epiteth Rec.)
- 1994: Laurent Hô – Tools For Thought (Epiteth Rec.)
- 1995: Laurent Hô – Look For Markine (Radikal Groov Records)
- 1995: Laurent Hô – Ingler 3 (Shockwave Recordings)
- 1995: Ingler – 357 Kcal (Epiteth Rec.)
- 1996: Ho.exe – Pr P Steiner (Uncivilized World)
- 1996: Ingler – French Vibration 1 (Juncalor)
- 1997: Ho.exe – Maidman (Uncivilized World)
- 1997: Laurent Hô vs. Randy – France Vs. Italy (Zero Muzic Records)
- 1997: Laurent Hô – Industry Is My House (Industrial Strength Records)
- 1997: Ingler – Antenne Medical (Six Sixty Six Limited)
- 1997: Ingler – IOPS Blocks (Epiteth Rec.)
- 1997: Ingler – Reboot System (Psychik Genocide) (mit XOL DOG 400)
- 1998: Ho.exe – Thema / Tetrapak / Cwkn (Uncivilized World)
- 1998: Ingler – Captation (Epiteth Rec.)
- 1999: Ingler – The Rumour (Epiteth Rec.)
- 1999: Randy x Ingler – Casual State (Epiteth Rec.)
- 1999: Laurent Hô – Syntetic EP (Uncivilized World)Untitled
- 1999: Audiodrama – Untitled (ANLX)
- 1999: Audiodrama – No GMO Inside (ANLX)
- 2000: Audiodrama – Ipili Koursoult's Project (ANLX)
- 2001: Audiodrama – Young Gangster Memory (ANLX)
- 2001: Audiodrama – Young Machine Memory (ANLX)
- 2001: Genie & Laurent Hô – Winter Activities (ANLX)
- 2001: Ingler – from_metaENDS (Epiteth Rec.)
- 2005: DJ Tonio & Laurent Hô – Jocker (Error 404)
- 2005: Jennifer Cardini & Ho – Stay (Crosstown Rebels)
- 2015: Liza ’N’ Eliaz & Ingler aka Laurent Hô – Untitled (Slaves Of Devil Our Master)